# Nangoniel
Nangoniel (fl. XVI secolo) era il toqui Mapuche nel 1585, ed era figlio del precedente toqui Cayancaru.  Fu il primo toqui ad usare la cavalleria all’interno dell’esercito Mapuche.

## Biografia
In seguito al fallimento dell'assedio di Arauco, Cayancaru si ritirò lasciando il comando dell'esercito al figlio Nangoniel. Egli radunò una parte della fanteria e 150 cavalli che da allora fecero parte dell'armata del suo popolo. Nangoniel tornò ad attaccare la fortezza di Arauco, e grazie alla cavalleria impedì agli spagnoli di rifornirla, obbligandoli ed evacuarla. Dopo questo successo attaccò il forte di Santísima Trinidad, che protesse il passaggio dei rifornimenti spagnoli lungo il Bío Bío ma vide sconfitta una divisione guidata da Francisco Hernandez, il quale perse un braccio oltre a subire altre ferite. Si ritirò su una vicina montagna, dove subì un'imboscata comandata da un sergente maggiore spagnolo che lo uccise assieme a 50 dei suoi soldati. Lo stesso giorno Cadeguala fu proclamato nuovo toqui. 